# Protea cynaroides
Espèce
Classification phylogénétique
Répartition géographique
Protea cynaroides est une espèce de plantes de la famille des Proteaceae. C'est la plante nationale de l'Afrique du Sud. Cette espèce pousse dans la Province du Cap-Occidental. Elle est également appelée Protée royale.

## Description
C'est une plante de la famille des Protaeceae, elle pousse dans les milieux pauvres en matière organique( =  sable, graviers). Haute de 40cm à 3m, elle a des feuilles coriaces, son immense fleur rose pale peut atteindre 30 cm de diamètre et ressemble légèrement à celle d'un artichaut.

## Galerie

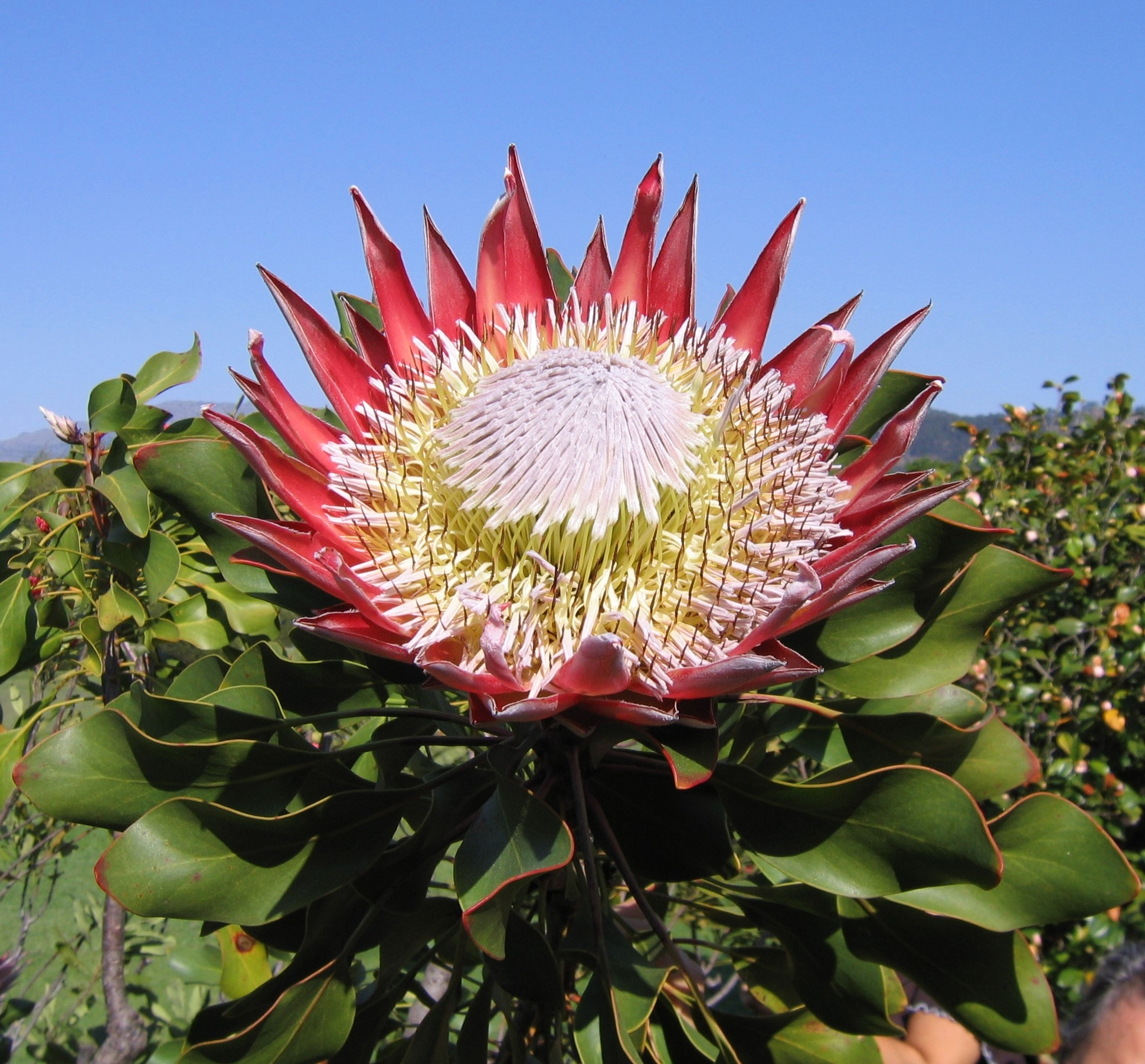
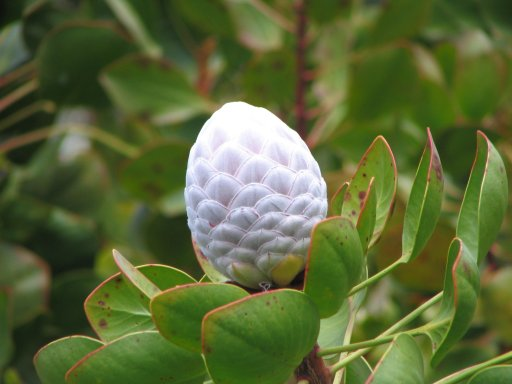
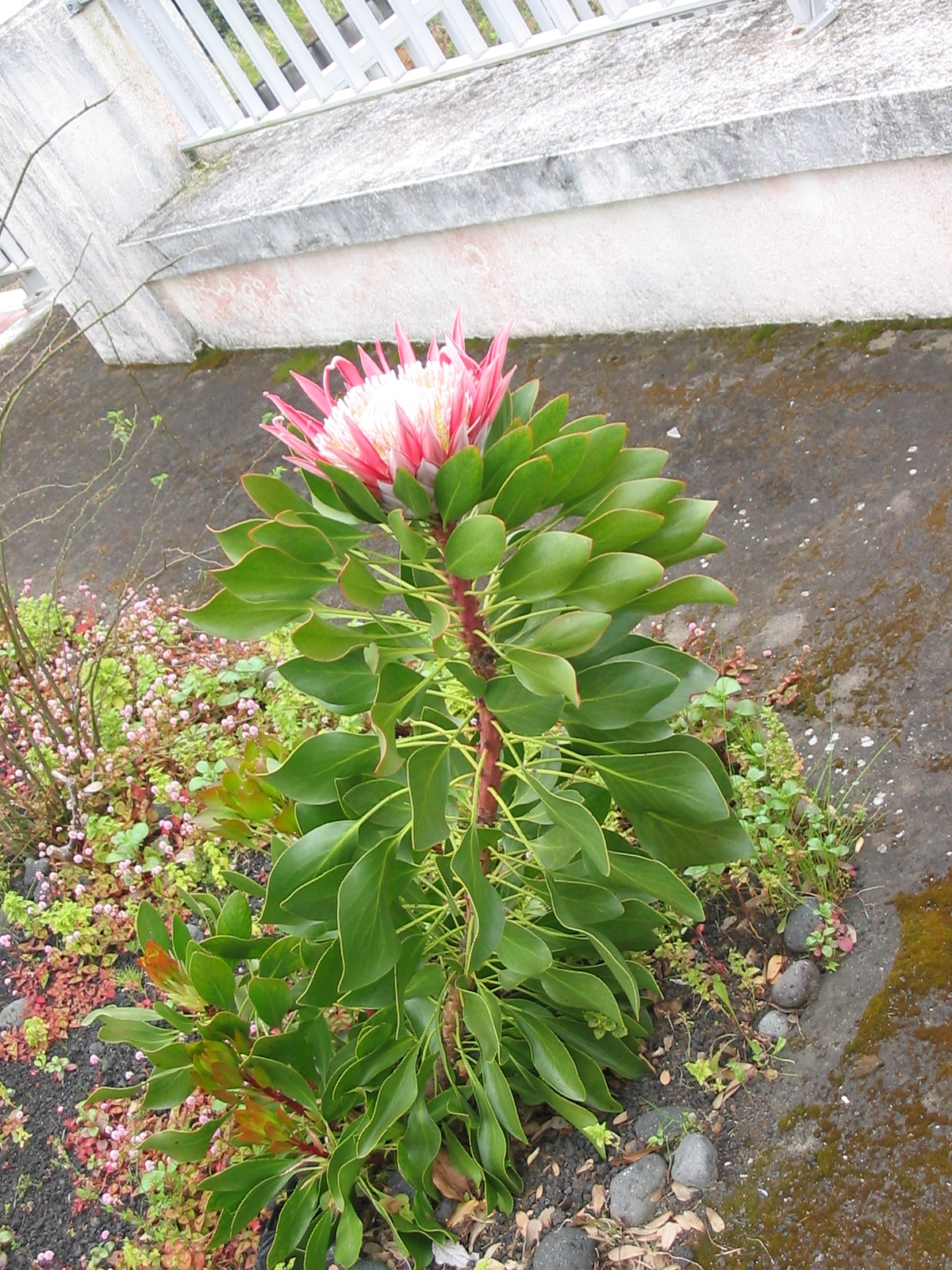
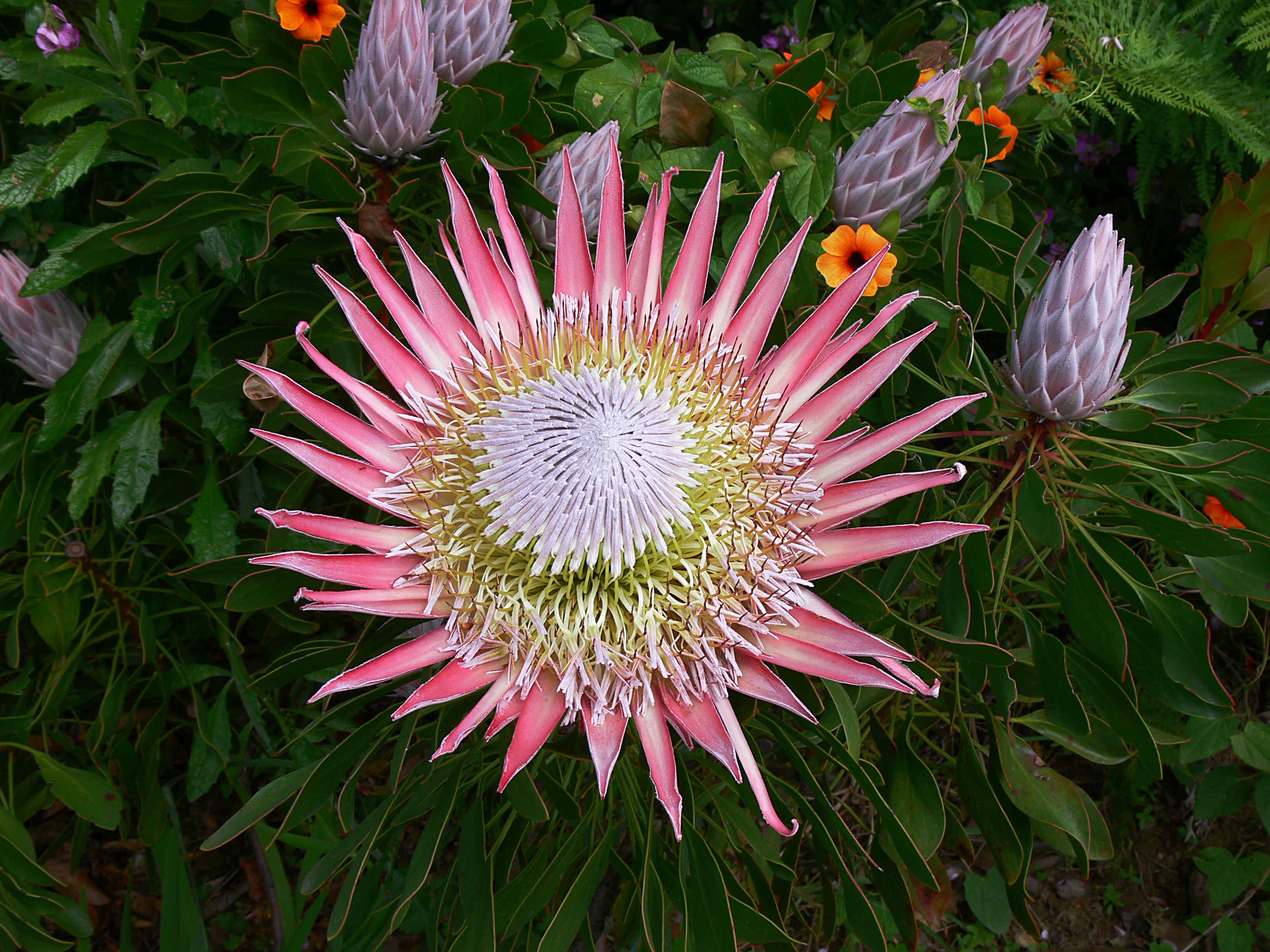
Au Cap-Occidental, en Afrique du Sud.
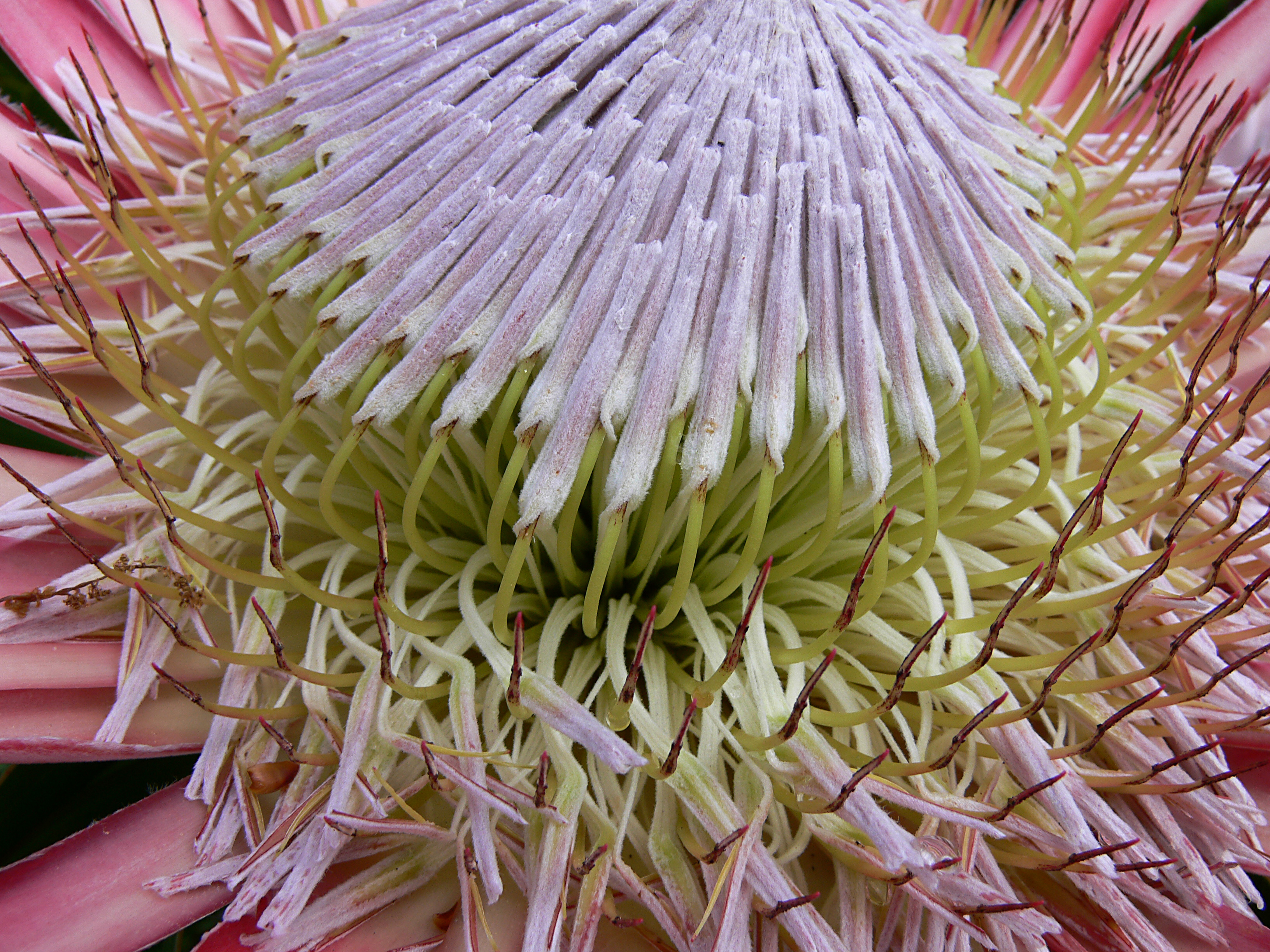